# 有吉のまさかズレてませんよね!?
『有吉のまさかズレてませんよね!?』（ありよしのまさかズレてませんよね!?）は、フジテレビ系列にて放送されていたクイズバラエティ特別番組。有吉弘行の冠番組。

## 出演者
MC
- 有吉弘行

進行
- 永島優美（フジテレビアナウンサー）- 第1回
- 山﨑夕貴（フジテレビアナウンサー）- 第2回

## 放送回
| 放送回 | チームA                                          | チームB                                                          | チームC                                              | チームD                                                          |
| ------ | ------------------------------------------------ | ---------------------------------------------------------------- | ---------------------------------------------------- | ---------------------------------------------------------------- |
| 1      | ぶっちゃけ女子チーム                             | バズらせチーム                                                   | インテリチーム                                       | 中堅チーム                                                       |
| 1      | 池田美優（みちょぱ）、藤田ニコル、鷲見玲奈       | 斎藤司（トレンディエンジェル）、フワちゃん、土佐有輝（土佐兄弟） | 宇治原史規（ロザン）、金子恵美、岡田晴恵             | 児嶋一哉（アンジャッシュ）、田中卓志（アンガールズ）、柳原可奈子 |
| 2      | 好感度高いチーム                                 | ワケあって好感度控えてますチーム                                 | 高学歴チーム                                         | 学歴ドンマイチーム                                               |
| 2      | フワちゃん、ぺこぱ、柳原可奈子                   | 尾形貴弘（パンサー）、狩野英孝、森田哲矢（さらば青春の光）       | 市川猿之助、宇治原史規（ロザン）、サーヤ（ラランド） | おいでやす小田（おいでやすこが）、池田美優、見取り図             |
| 3      | とにかくさわやかチーム                           | ワケあって好感度控えてますチーム                                 | 高学歴チーム                                         | 学歴ドンマイチーム                                               |
| 3      | 中間淳太（ジャニーズWEST）、浜口京子、柳原可奈子 | 尾形貴弘（パンサー）、森田哲矢（さらば青春の光）、ラランド       | 登坂淳一 、青山テルマ、林輝幸                        | 池田美優、津田篤宏（ダイアン）、長谷川雅紀（錦鯉）               |

## ネット局

### 有吉% 〜半分とれるかな?〜
| 放送対象地域 | 放送局           | 系列           | 放送時間                          | ネット状況 |
| ------------ | ---------------- | -------------- | --------------------------------- | ---------- |
| 関東広域圏   | フジテレビ（CX） | フジテレビ系列 | 2020年12月27日（日）12:00 - 13:30 | 【制作局】 |

### 有吉のまさかズレてませんよね!?
| 放送対象地域   | 放送局                    | 系列           | 放送時間                                                           | ネット状況 |
| -------------- | ------------------------- | -------------- | ------------------------------------------------------------------ | ---------- |
| 関東広域圏     | フジテレビ（CX）          | フジテレビ系列 | 2021年5月3日（月）23:00 - 翌0:00 2021年10月4日（月）23:30 - 翌0:10 | 【制作局】 |
| 北海道         | 北海道文化放送（uhb）     | フジテレビ系列 | 2021年5月3日（月）23:00 - 翌0:00 2021年10月4日（月）23:30 - 翌0:10 | 同時ネット |
| 岩手県         | 岩手めんこいテレビ（mit） | フジテレビ系列 | 2021年5月3日（月）23:00 - 翌0:00 2021年10月4日（月）23:30 - 翌0:10 | 同時ネット |
| 宮城県         | 仙台放送（OX）            | フジテレビ系列 | 2021年5月3日（月）23:00 - 翌0:00 2021年10月4日（月）23:30 - 翌0:10 | 同時ネット |
| 秋田県         | 秋田テレビ（AKT）         | フジテレビ系列 | 2021年5月3日（月）23:00 - 翌0:00 2021年10月4日（月）23:30 - 翌0:10 | 同時ネット |
| 山形県         | さくらんぼテレビ（SAY）   | フジテレビ系列 | 2021年5月3日（月）23:00 - 翌0:00 2021年10月4日（月）23:30 - 翌0:10 | 同時ネット |
| 福島県         | 福島テレビ（FTV）         | フジテレビ系列 | 2021年5月3日（月）23:00 - 翌0:00 2021年10月4日（月）23:30 - 翌0:10 | 同時ネット |
| 新潟県         | NST新潟総合テレビ（NST）  | フジテレビ系列 | 2021年5月3日（月）23:00 - 翌0:00 2021年10月4日（月）23:30 - 翌0:10 | 同時ネット |
| 長野県         | 長野放送（NBS）           | フジテレビ系列 | 2021年5月3日（月）23:00 - 翌0:00 2021年10月4日（月）23:30 - 翌0:10 | 同時ネット |
| 静岡県         | テレビ静岡（SUT）         | フジテレビ系列 | 2021年5月3日（月）23:00 - 翌0:00 2021年10月4日（月）23:30 - 翌0:10 | 同時ネット |
| 中京広域圏     | 東海テレビ（THK）         | フジテレビ系列 | 2021年5月3日（月）23:00 - 翌0:00 2021年10月4日（月）23:30 - 翌0:10 | 同時ネット |
| 富山県         | 富山テレビ（BBT）         | フジテレビ系列 | 2021年5月3日（月）23:00 - 翌0:00 2021年10月4日（月）23:30 - 翌0:10 | 同時ネット |
| 石川県         | 石川テレビ（ITC）         | フジテレビ系列 | 2021年5月3日（月）23:00 - 翌0:00 2021年10月4日（月）23:30 - 翌0:10 | 同時ネット |
| 福井県         | 福井テレビ（FTB）         | フジテレビ系列 | 2021年5月3日（月）23:00 - 翌0:00 2021年10月4日（月）23:30 - 翌0:10 | 同時ネット |
| 近畿広域圏     | 関西テレビ（KTV）         | フジテレビ系列 | 2021年5月3日（月）23:00 - 翌0:00 2021年10月4日（月）23:30 - 翌0:10 | 同時ネット |
| 岡山県・香川県 | 岡山放送（OHK）           | フジテレビ系列 | 2021年5月3日（月）23:00 - 翌0:00 2021年10月4日（月）23:30 - 翌0:10 | 同時ネット |
| 島根県・鳥取県 | さんいん中央テレビ（TSK） | フジテレビ系列 | 2021年5月3日（月）23:00 - 翌0:00 2021年10月4日（月）23:30 - 翌0:10 | 同時ネット |
| 広島県         | テレビ新広島（tss）       | フジテレビ系列 | 2021年5月3日（月）23:00 - 翌0:00 2021年10月4日（月）23:30 - 翌0:10 | 同時ネット |
| 愛媛県         | テレビ愛媛（EBC）         | フジテレビ系列 | 2021年5月3日（月）23:00 - 翌0:00 2021年10月4日（月）23:30 - 翌0:10 | 同時ネット |
| 高知県         | 高知さんさんテレビ（KSS） | フジテレビ系列 | 2021年5月3日（月）23:00 - 翌0:00 2021年10月4日（月）23:30 - 翌0:10 | 同時ネット |
| 福岡県         | テレビ西日本（TNC）       | フジテレビ系列 | 2021年5月3日（月）23:00 - 翌0:00 2021年10月4日（月）23:30 - 翌0:10 | 同時ネット |
| 佐賀県         | サガテレビ（STS）         | フジテレビ系列 | 2021年5月3日（月）23:00 - 翌0:00 2021年10月4日（月）23:30 - 翌0:10 | 同時ネット |
| 長崎県         | テレビ長崎（KTN）         | フジテレビ系列 | 2021年5月3日（月）23:00 - 翌0:00 2021年10月4日（月）23:30 - 翌0:10 | 同時ネット |
| 熊本県         | テレビくまもと（TKU）     | フジテレビ系列 | 2021年5月3日（月）23:00 - 翌0:00 2021年10月4日（月）23:30 - 翌0:10 | 同時ネット |
| 鹿児島県       | 鹿児島テレビ（KTS）       | フジテレビ系列 | 2021年5月3日（月）23:00 - 翌0:00 2021年10月4日（月）23:30 - 翌0:10 | 同時ネット |
| 沖縄県         | 沖縄テレビ（OTV）         | フジテレビ系列 | 2021年5月3日（月）23:00 - 翌0:00 2021年10月4日（月）23:30 - 翌0:10 | 同時ネット |

## スタッフ
- ナレーター：松嶌杏実（第1回）、服部潤（第2回）
- 企画：安永英樹
- 構成：森一盛、ユカタイ（第1回）、渡邉勇穂（第1回）、相澤昇（第2回）
- クイズ作家：水野圭祐（第2回）、中川久嘉（第2回）、とちももこ（第2回）
- TM：大嶋徹
- TD/SW：菊池謙
- CAM：伴野匡
- VE：原由樹
- AUD：久馬邦一
- 照明：奈良芳男（第1回）、相川篤志（第2回）
- 美術プロデューサー：木村文洋
- デザイン：別所晃吉
- アートコーディネーター：横山勇
- 大道具製作：木村敬
- 大道具操作：酒井孝一
- アクリル装飾：松本健
- 特殊装置：日下信二（第2回）
- 装飾：武田正邦
- マルチ：伊藤拓也
- メイク：水落万里子
- デザイン編集：富田一伸（第2回）、濱口賢治（第2回）
- TK：山本悦子
- 音効：川口匡暁
- 編集：中川直喜、渡邉敬（第2回）
- MA：和光康彦
- 協力：太田プロダクション
- リサーチ：野地努、稲津大周（第2回）
- 広報：根本智史
- 演出スタッフ：小田里沙子、水澤花菜子、小林彪架（第2回）
- 制作進行：今村愛子（第2回）
- ディレクター：西岡奈美、野村緑（第1回）、大関人夢（第1回）、大塚隆史（第1回）、大野洋（第2回）、竜崎琢也（第2回）、金澤忠延（第2回）、新谷辰雄（第2回）、高橋優介（第2回）
- 演出：川本良樹（第1回）、平山勝雄（第2回）、大野洋（第2回）
- 制作プロデューサー：深野和伸、勝田久美子（第1回）
- 総合演出：川本良樹
- プロデューサー：竹内康人、池端強、田岸宏一（第2回）
- 制作協力：共同テレビ
- 制作著作：フジテレビ